# 나희근
나희근(한국 한자: 羅熙根, 1979년 5월 5일 ~ )은 대한민국의 전 축구 선수이다. 선수 시절 포지션은 미드필더이다.

## 수상
- 1999년 춘계대학선수권 득점상